# Zui-Ki-Tei

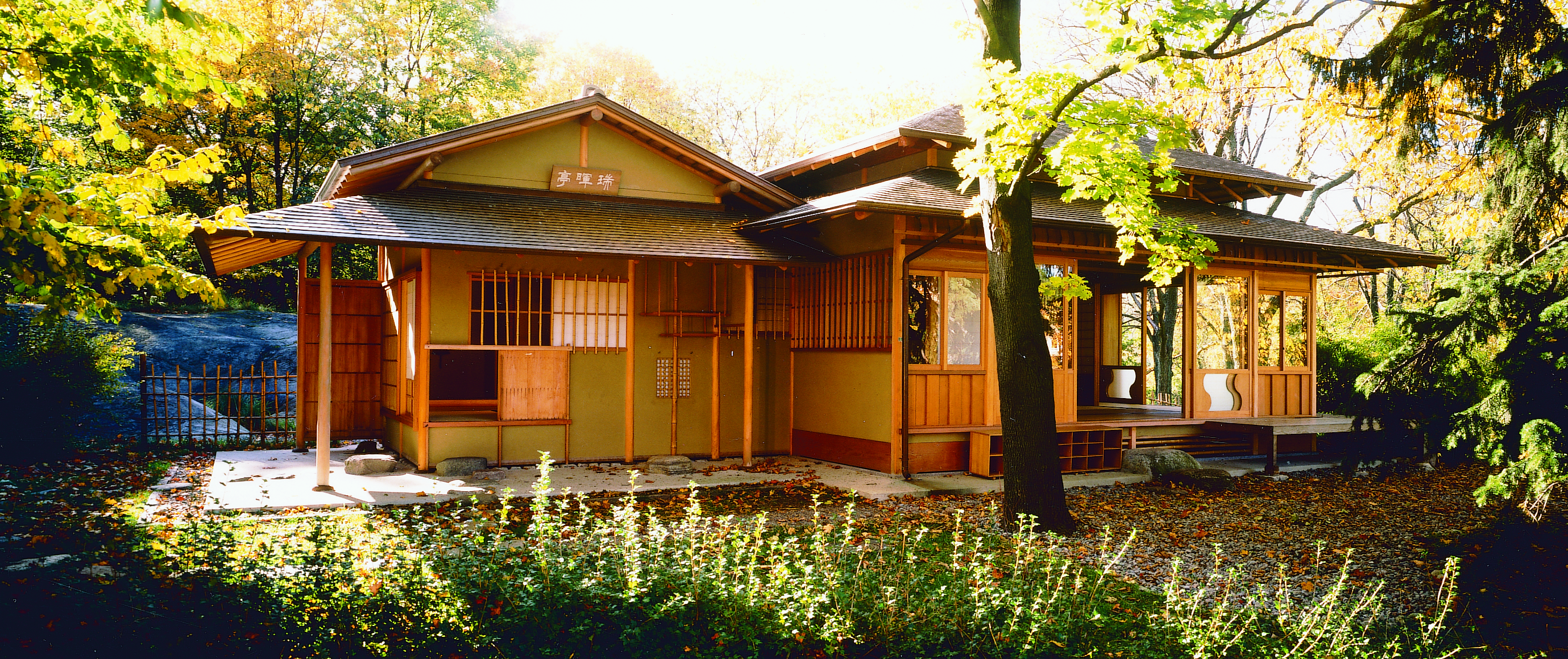
Zui-Ki-Tei

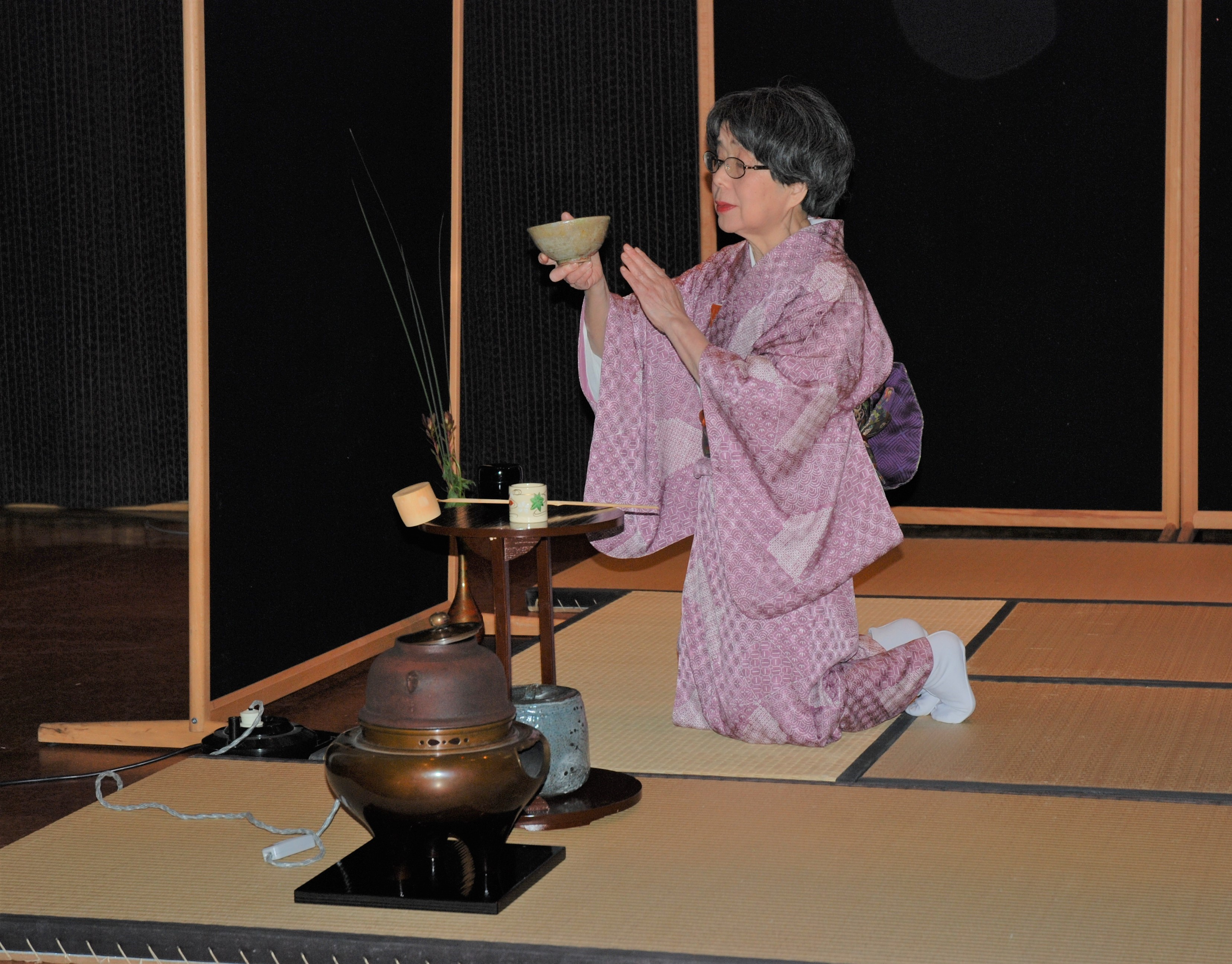
Eiko Duke-Soei utför japansk teceremoni i Etnografiska museet, 2007

Zui-Ki-Tei ("Det löftesrika ljusets boning") är ett tehus  i japansk stil i Etnografiska museets park i Stockholm. Det nuvarande tehuset uppfördes 1990, och föregångaren i samma område invigdes 1935. Namnet har sin bakgrund i att "zui" står för både "löftesbringande" och "Sverige", "ki" för morgonrodnadens land (Japan) och "tei" betyder "litet hus"/"hyddel".

## Det nuvarande tehuset
Zui-Ki-Tei uppfördes 1990 som ett hus för japanska teceremonier, med två teceremonirum, på Gärdet i sluttningen mot Djurgårdsbrunnskanalen på Norra Djurgården. Det har ritats av arkitekten Masao Nakamura.
På de nästan kala terummens golv är tatami-mattor utlagda och i ett hörn finns en upphöjd alkov, tokonoma, möjlig att dekorera med bland annat tavla och blomsterarrangemang.
Runt tehuset ligger en trädgård, kallad daggens mark. Denna är formad utifrån temästaren Sen no Rikyus ideal om den yttersta enkelhetens skönhet i enlighet med wabi-sabiestetik.
Tehuset, som ägs av Etnografiska museet, används för teceremonier, anordnade av museet och Japanska Thesällskapet Urasenke Tankokai.

## Det tidigare tehuset
Ett första tehus med samma namn uppfördes på samma område 1935 och förmodas vara det första tehuset i Europa, men brann ned 1969. Initiativtagare till tehuset var Ida Trotzig. 